# Centre d'Entraînement en Forêt Equatoriale
Il Centre d'Entraînement en Forêt Equatoriale  è un centro addestramento dell'Armée de terre, noto anche con l'acronimo CEFE situato a Régina nella Guayana francese.  È formato da 20 istruttori della Compagnia Comando e dai Servizi del 3e Régiment étranger d’infanterie della Legione straniera francese (3 REI). Il suo acquartieramento è denominato "Camp Adjudant Szuts" in memoria di un sottufficiale del Reggimento, uno dei "Marescialli della Legione", morto in combattimento in Algeria nel 1959. Il campo base, dove si svolge parte dell'addestramento, si estende su 150 ettari, ma le unità di addestramento operano in un'area di circa 900 ettari attorno al campo.

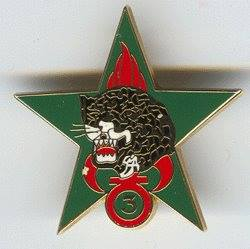
Distintivo di esploratore giungla

## Posizione
Il campo si trova nel comune di Régina, di fronte alla confluenza dei fiumi Approuague e Mataron, a 1,4 km a sud-ovest della città principale.

## Storia
L'addestramento nella giungla esisteva da molti anni, fin dalla fondazione del 3e Régiment étranger d’infanterie a Kourou (Guyana) nel 1973 e del 9° Reggimento di fanteria di marina a Cayenne nel 1976. Ma è solo nel 1987 che ai legionari del 3° REI viene affidato il compito di organizzare una struttura in grado di ospitare soldati di stanza sul posto, in missioni di breve durata o venuti appositamente per l'occasione, per addestrarsi alle tecniche di sopravvivenza e di combattimento in un ambiente equatoriale.
Il Centro è stato creato il 22 settembre 1987 dal capitano Bertrand Potier de Courcy e dipende dal comando e dalla Compagnia di Supporto del Reggimento. L'ufficiale responsabile del Centro è stato formato presso il corso di addestramento nella giungla brasiliana a Manaus.

## Missioni
Il centro ha molteplici missioni:

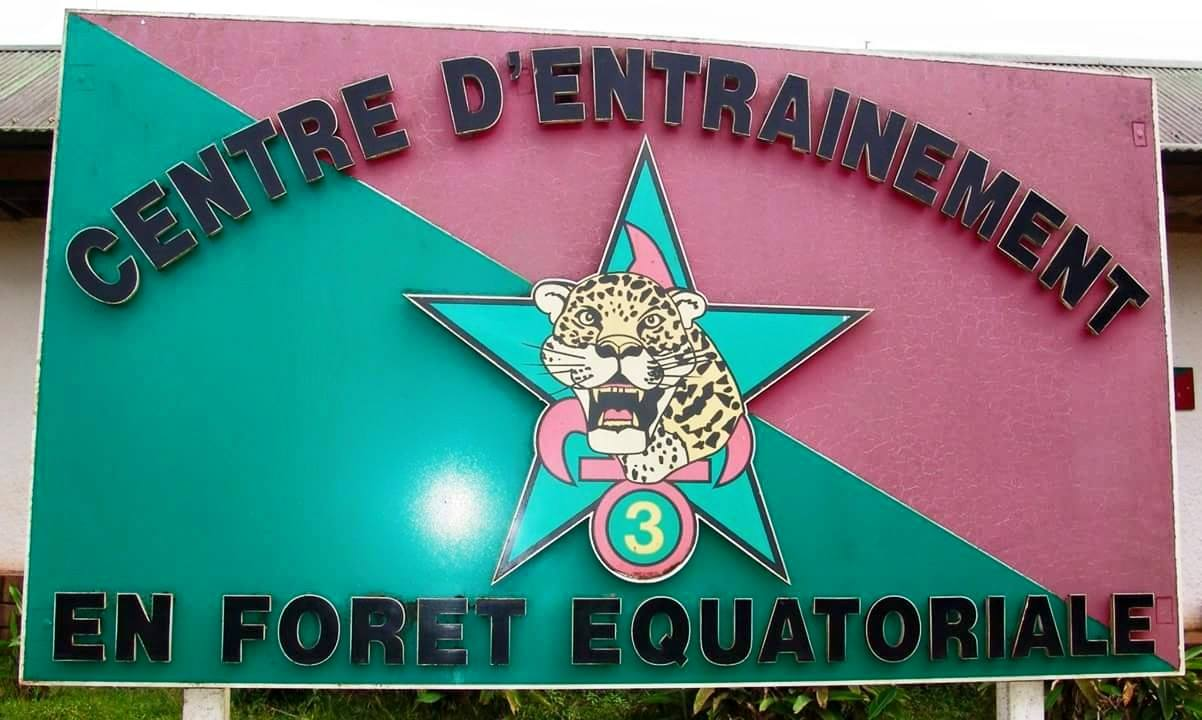
Entrata al camp Sutz a Regina

- Formazione delle unità stabilmente di stanza nel dipartimento (in particolare il 3e Régiment étranger d’infanterie) , ma anche delle unità in missioni di breve durata (4 mesi) alle specificità dell'ambiente.
- Preparazione operativa delle unità incaricate di effettuare operazioni di controllo delle frontiere e/o di ricerca di siti di estrazione illegale di oro.
- Imparare a condurre operatori in situazioni estreme per i leader che devono guidarele unità in terreni ostili (il CEFE organizza un corso internazionale per leader di sezioni nella giungla).
- Competenza e ricerca nel know-how specifico dell'ambiente tropicale.

Il CEFE accoglie regolarmente anche unità provenienti da altri paesi (Sud America, ma anche Stati Uniti, Paesi Bassi, ecc.) e unità francesi che provengono appositamente dalla (Scuola Militare d'Armi Combinate , ESM di Saint-Cyr, Forze speciali , Scuola di Medicina dell'Esercito, ecc.).
Il CEFE addestra circa 1.800 soldati all'anno.

## Tirocini
Esistono diversi tipi di formazione organizzati dal CEFE · , alcuni dei quali possono essere svolti à la carte a seconda delle esigenze dell'unità formativa:
- corso per capo sezione di combattimento nella foresta denominato “JAGUAR” (addestramento dei capi sezione al combattimento nella giungla, 8 settimane)
- corso di formazione per leader di gruppi di combattimento nella foresta “OCELOT” (formazione di leader di gruppi al combattimento nella giungla, 3 settimane)
- corso di "tempra" (tempra e comando, 2 settimane)
- addestramento al combattimento (esercitazioni tattiche a livello di gruppo e di sezione aperte sia alle unità francesi esperte che a quelle straniere, da 1 a 2 settimane)
- tirocinio specialistico forestale equatoriale (SFE) (formazione in tecniche specifiche per l'ambiente, 4 settimane)
- tirocinio di assistente di monitoraggio forestale (AMF) (prerequisito: specialista forestale equatoriale, 3 settimane)
- corso introduttivo alla vita nella foresta equatoriale (SIVFE) (apprendimento della vita nella foresta equatoriale, 3 giorni)
- corso di tiro (tiro a livello di gruppo o di sezione, 1 settimana)
- corso di sopravvivenza (sopravvivenza individuale, collettiva o tattica, 1 settimana)
- formazione boscaioli (formazione boscaioli delle unità 3° REI, 1 settimana).

## Organizzazione
Dipendente dal 3° REI, il CEFE è integrato nella Compagnia Comando e Servizio del Reggimento. Il CEFE ha sede nel comune di Régina, 120 km a sud-ovest di Cayenne, sulle rive del fiume Approuague.
La base del CEFE è composta da una ventina di legionari, sottoposti al comando di un capitano che ha completato l'addestramento nella giungla e, nella maggior parte dei casi, ha ottenuto anche i certificati di combattimento nella giungla all'estero presso l'esercito brasiliano o indiano. 
Come altri centri di questo tipo , CECAP e CEC FOGA , la formazione si concentra sulla rusticità, sulla condizione fisica e sull'adattamento alle condizioni climatiche, in particolare alle condizioni specifiche della foresta equatoriale.
I soldati si addestrano in esercitazioni individuali e collettive di tiro (tipo tiro a rischio-istintivo) in ambiente ostile, combattimenti nella giungla, maneggio di esplosivi, tiro, attraversamento di corsi d'acqua, ecc.

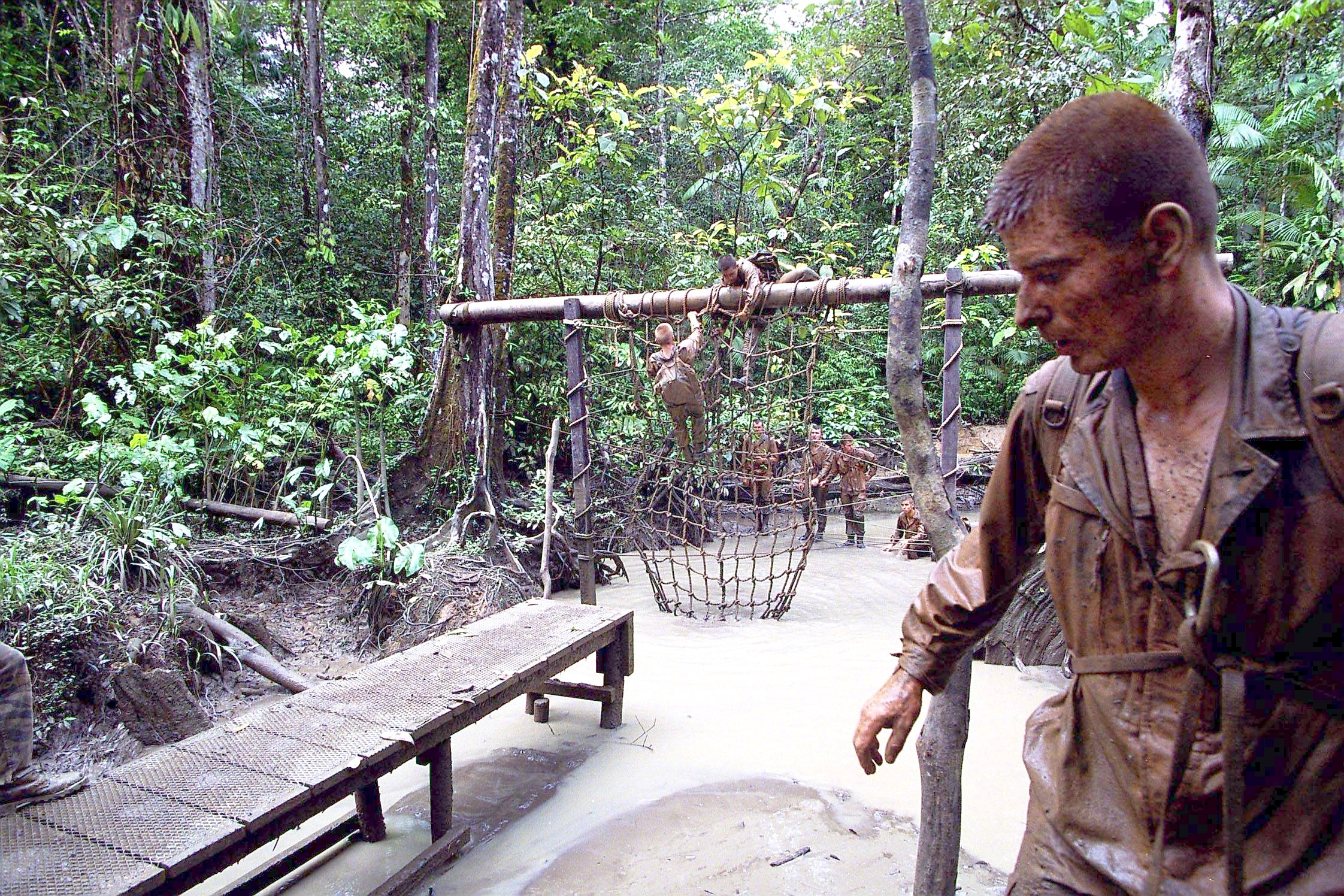
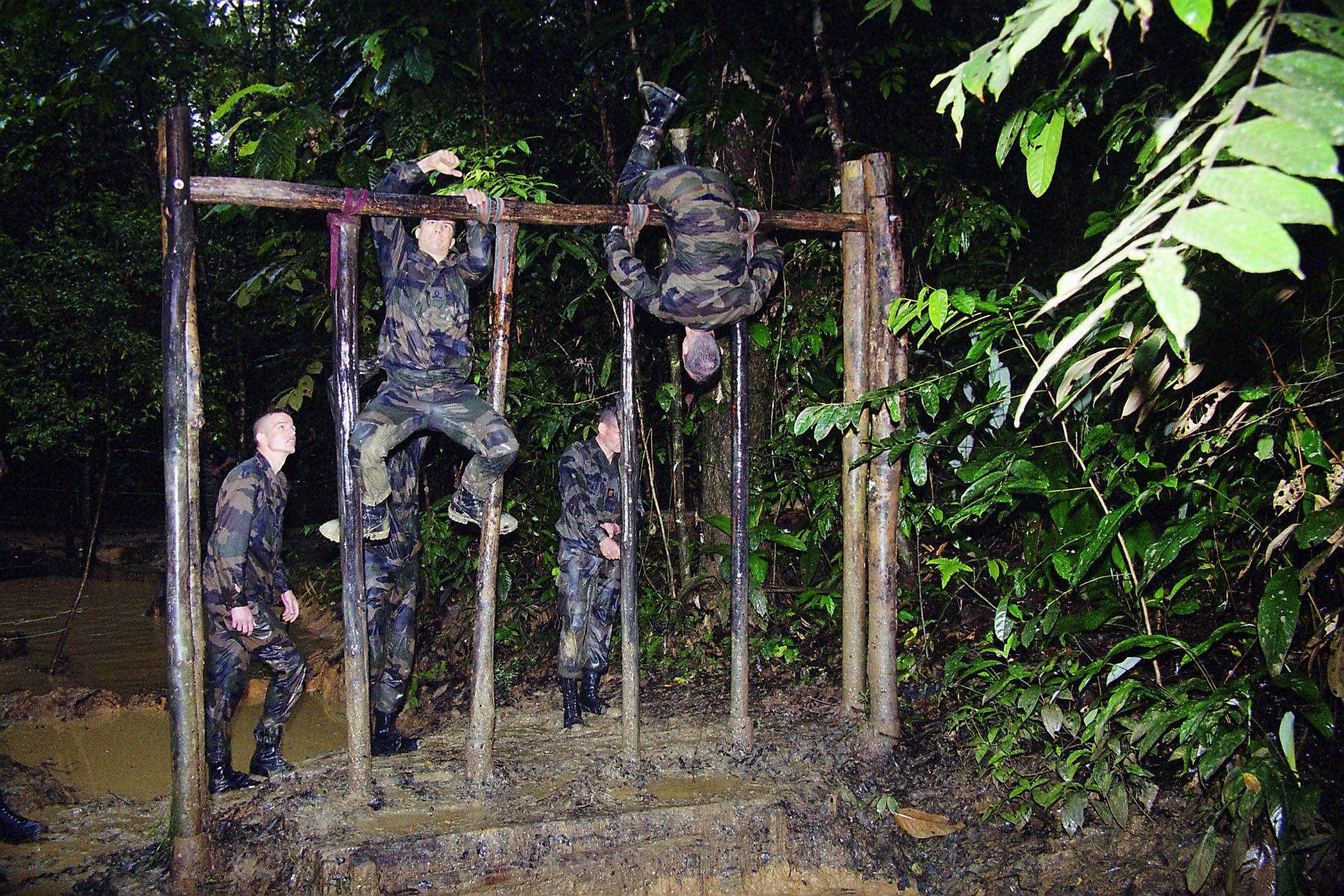
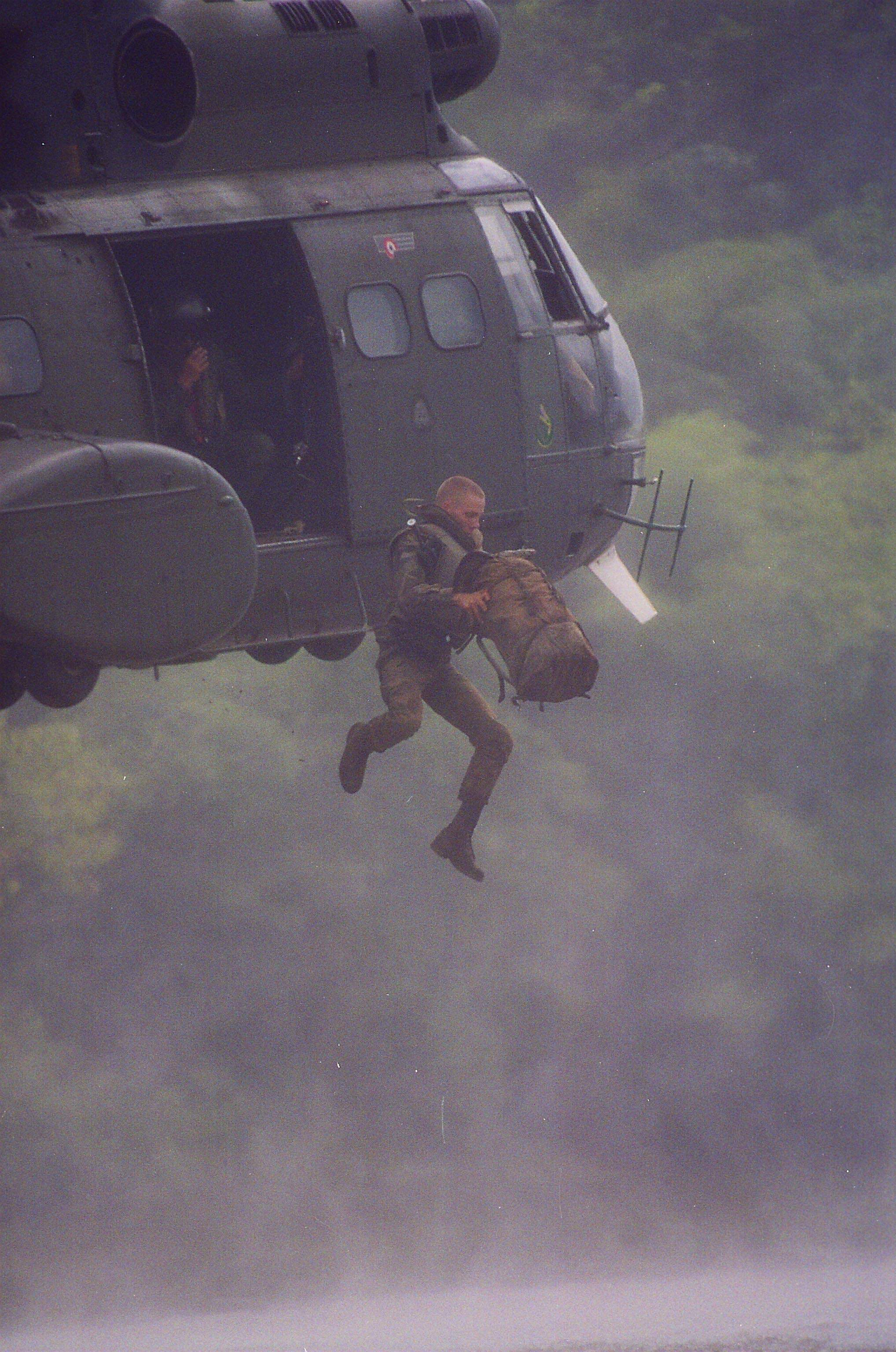
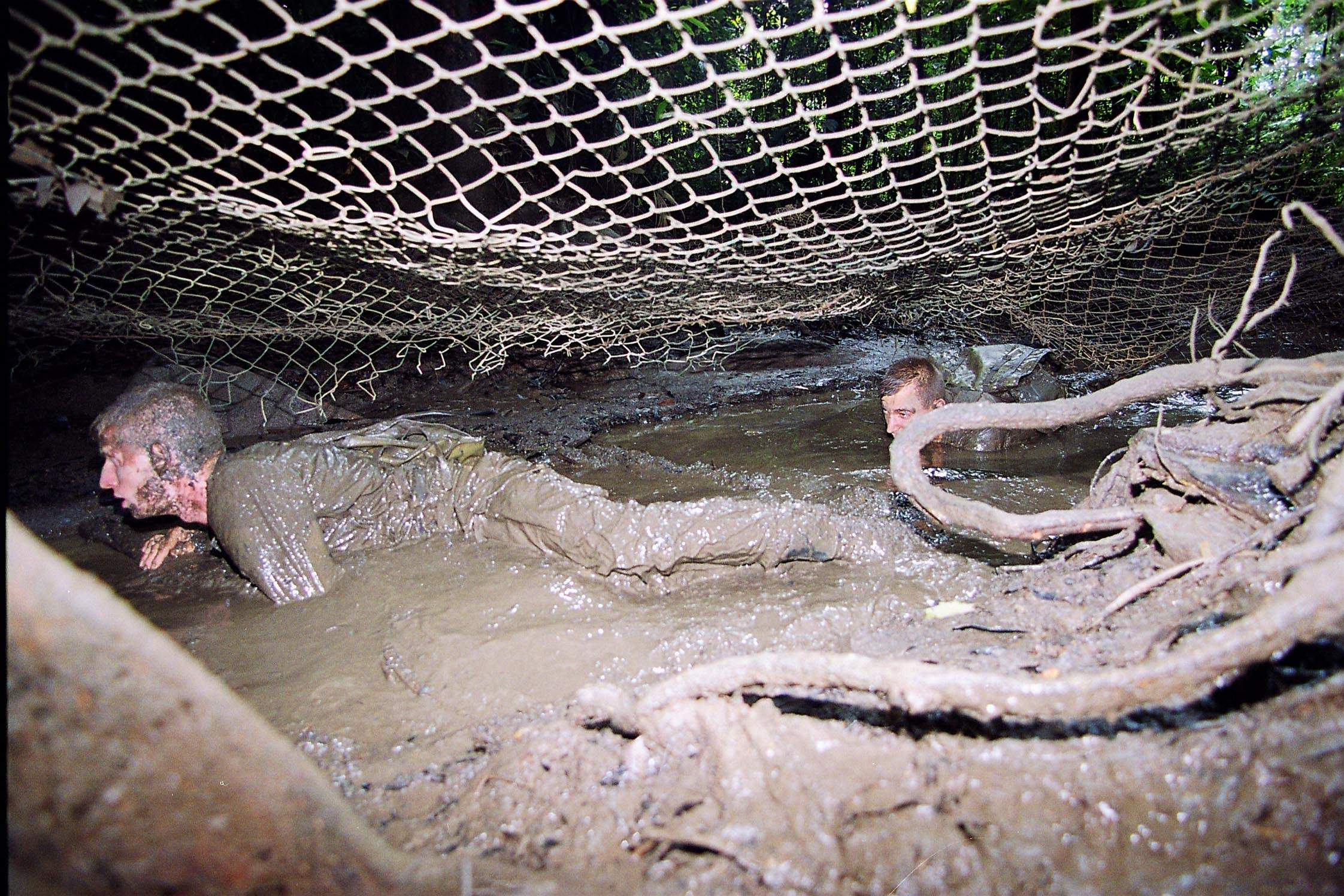
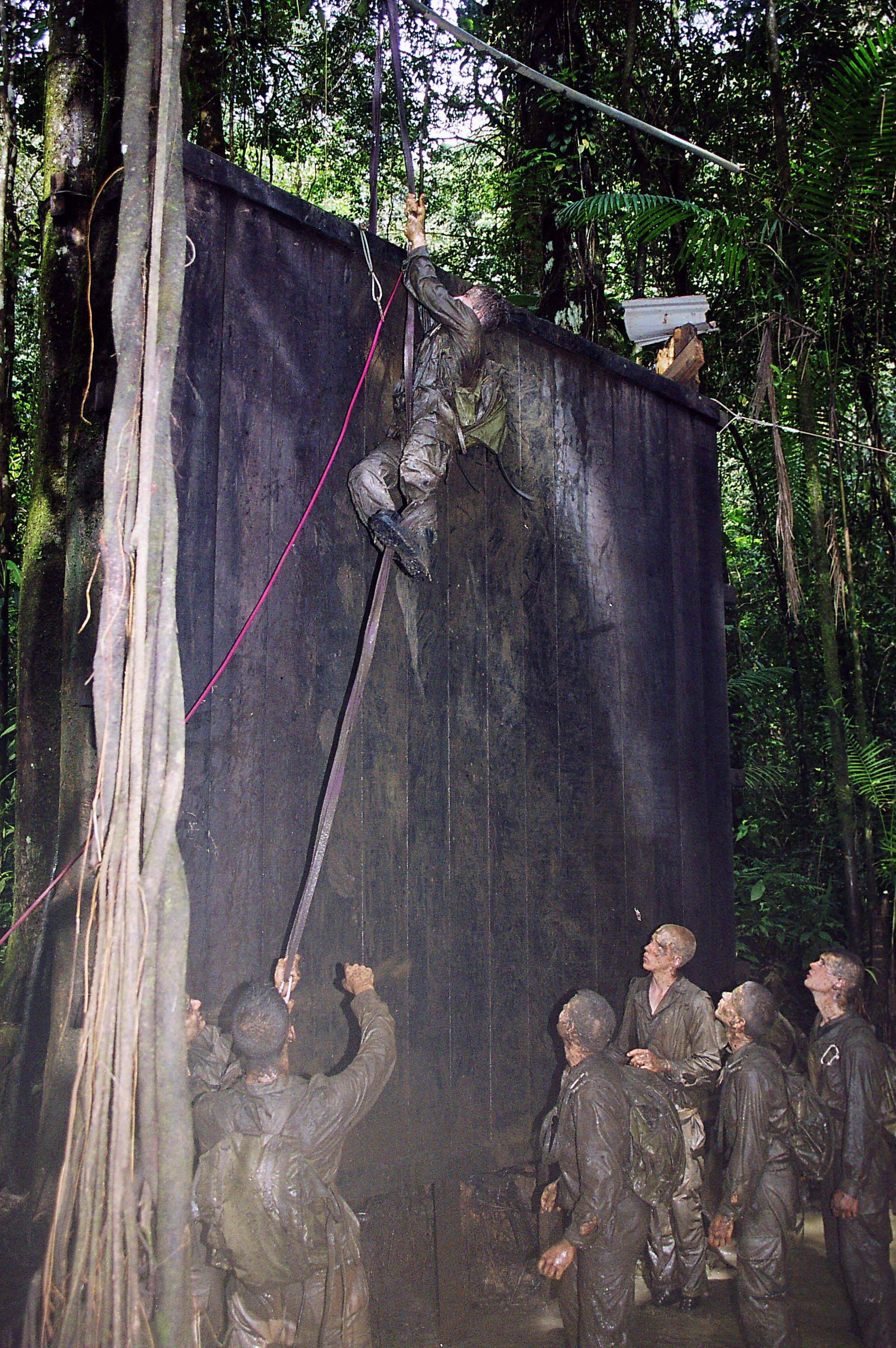
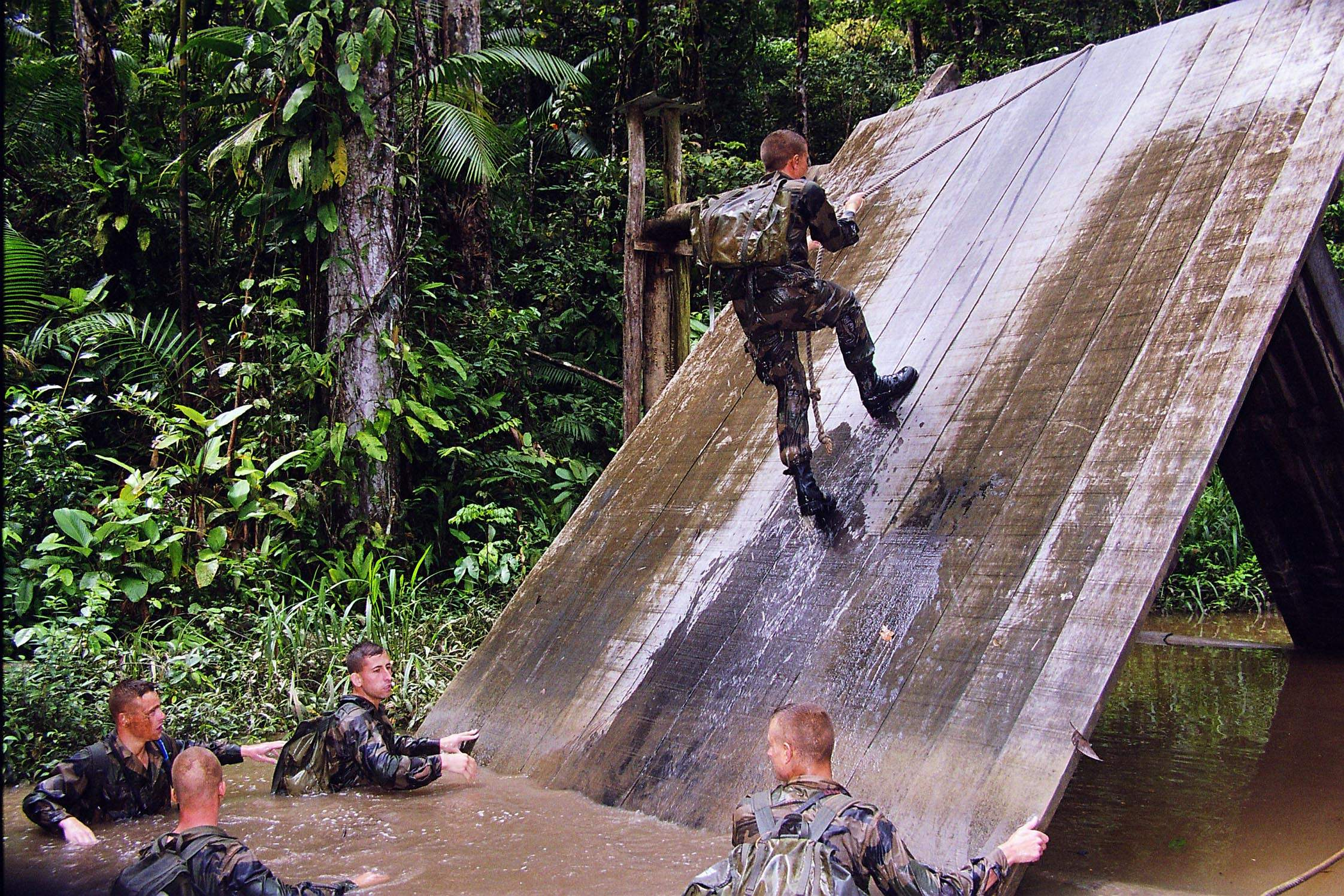